# Marius Cazeneuve
Pour les articles homonymes, voir Cazeneuve.
Bernard Marius Cazeneuve, dit le Commandeur Cazeneuve, né le 12 octobre 1839 à Toulouse où il est mort le 12 avril 1913, est un aventurier, magicien-prestidigitateur français.

## Biographie

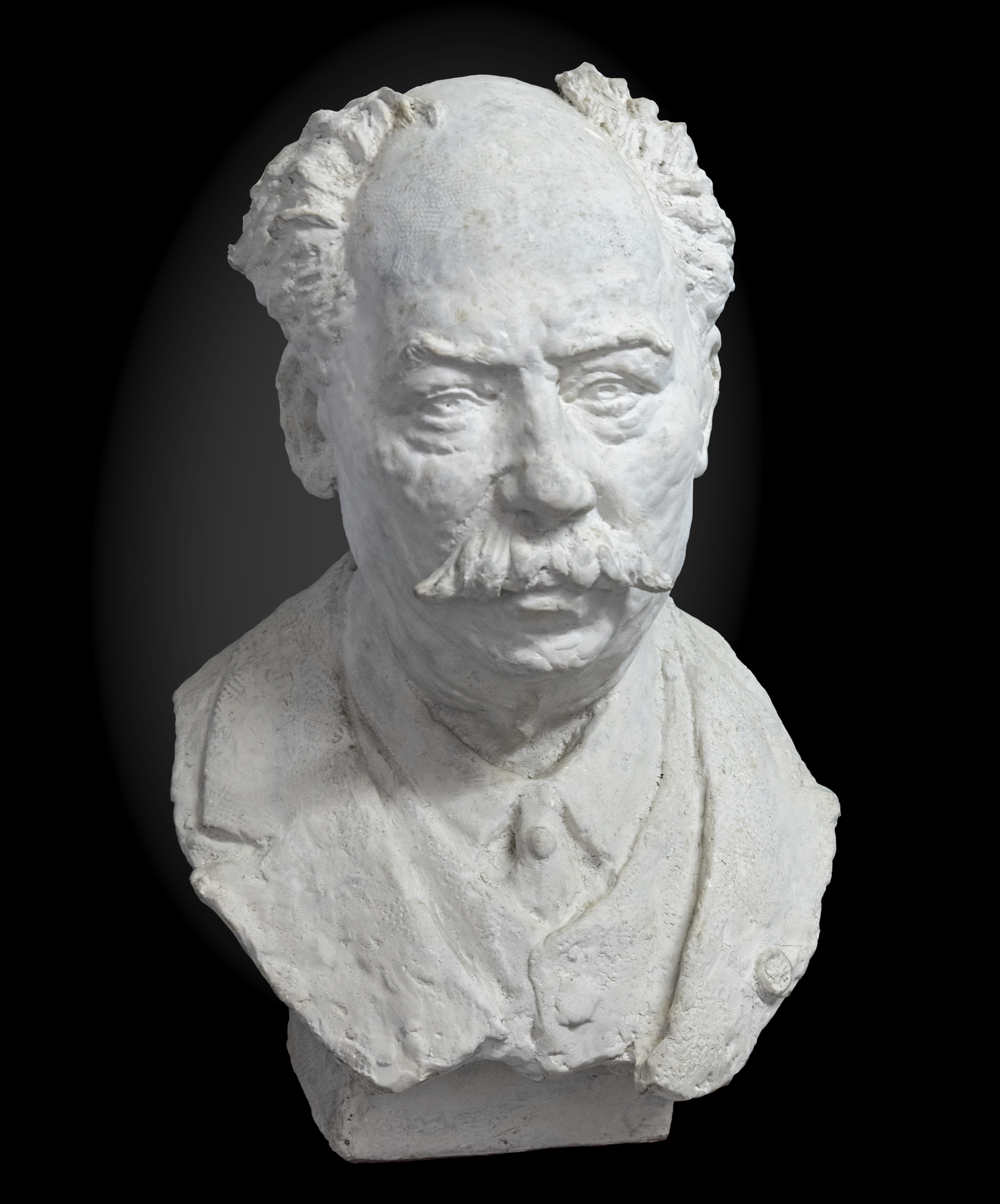
Buste par E. Lupis en 1911

Marius Cazeneuve est né à Toulouse, rue des Blanchers, de Charles Cazeneuve, tailleur, et Jeanne Gazagnes ; il est l'aîné de cinq enfants (il avait un frère aîné, qui n'a pas survécu). C'est un autodidacte total, passionné par les arts, les sciences : il étudie les mathématiques, la physique, la chimie, l'astronomie, la mécanique, la médecine... Il connaît probablement Jules Léotard, l'inventeur du trapèze volant, dont le père dirige une école d'équitation. Introduit par eux dans le milieu du cirque, il obtient une place d'interprète d'espagnol, puis est engagé au Cirque oriental de Madrid. Il devient ensuite, pour peu de temps, directeur du Théâtre lyrique de Lyon. De retour à Toulouse, il devient l'assistant de Bartolomeo Bosco. Cazeneuve apprend donc auprès de lui la prestidigitation, grâce à laquelle il se produit avec un grand succès au théâtre Moncravel à Toulouse, puis dans des tournées qui le mènent dans les cours d'Europe : en 1863 devant Napoléon III, en 1865 devant le tsar à Saint-Pétersbourg, en 1866 à Constantinople devant le Sultan, et encore dans les cours d'Italie, d'Espagne, du Portugal... Il revient avec des décorations qu'il arbore avec fierté. En 1875, le Bey de Tunis lui décerne le brevet de l’ordre du Nichan-Iftikar lorsqu’il arrive à transformer en grenouille une recrue du sérail que le souverain voulait punir...
Libéré des soucis matériels, Cazeneuve peut reprendre ses études scientifiques. Il en sort un grand nombre d'inventions dans tous les domaines : un calendrier perpétuel instantané, une règle à latitude et longitude, un calculateur Cazeneuve, une table astronomique pour trouver les éclipses passées et futures, un lunomètre Cazeneuve pour découvrir l'âge de la lune, une méthode instantanée pour obtenir l'intérêt d'une somme quelconque pour une durée quelconque...
Le 4 décembre 1866, il épouse sa partenaire, Alice, née Marie-Alexandrine Doublet. Ils auront trois enfants.
En 1870, lors de la guerre franco-prussienne, il constitue à ses frais une compagnie de francs-tireurs avant d’intégrer l’armée régulière comme capitaine du premier régiment de tirailleurs d’élite. Il est officier de santé.
En 1874, il fonde l'Institut du Progrès contre les superstitions et le charlatanisme, auquel adhèrent, entre autres, le Shah d'Iran, le baron Taylor, Rosa Bonheur, Victor Hugo... Il correspond régulièrement avec Hugo, même au plus fort de l'exil du poète à Guernesey.

### Madagascar

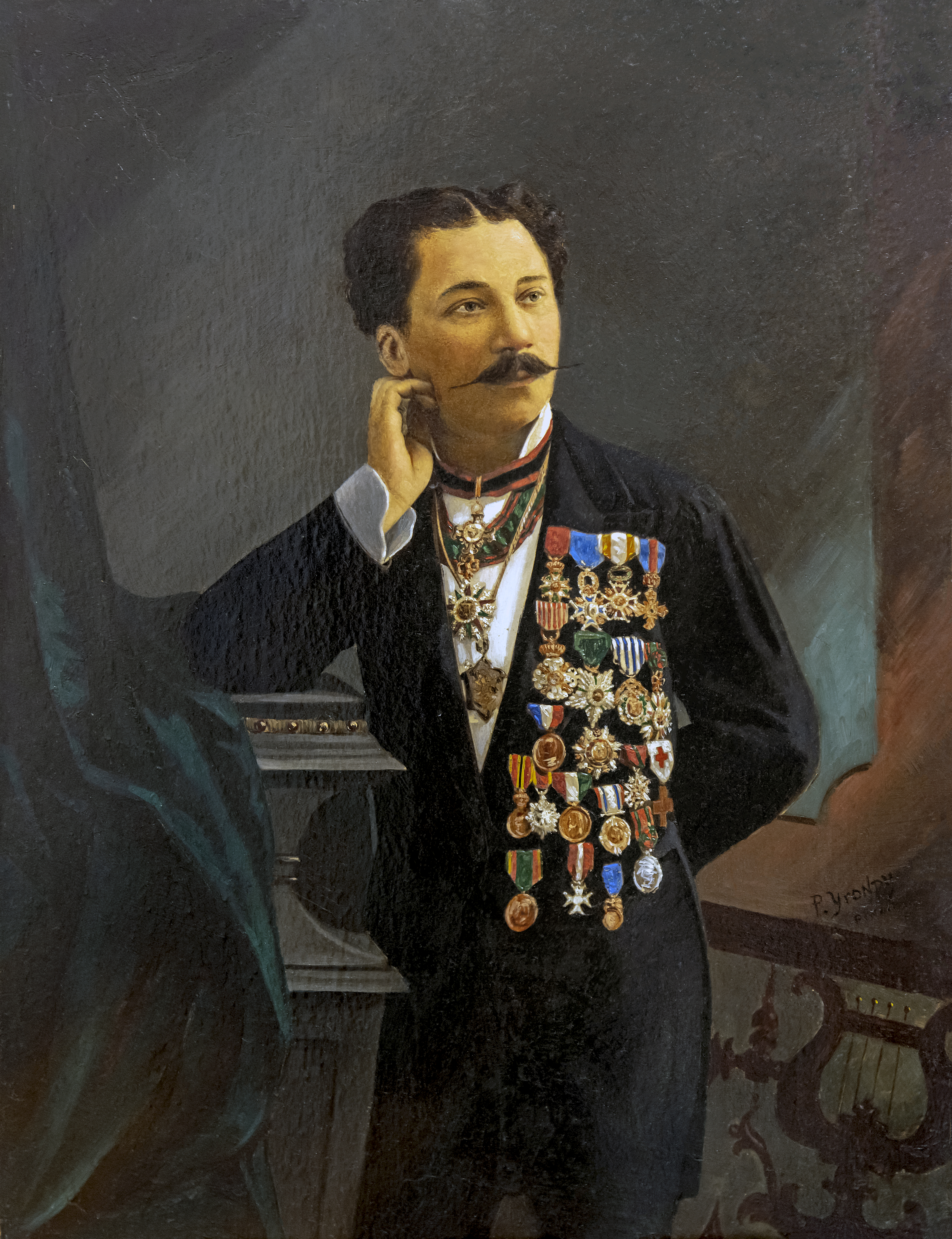
Marius Cazeneuve, par Pierre Yrondi (vers 1880, Musée du Vieux Toulouse.

En 1886, Marius Cazeneuve débarque à Madagascar, avec pour but officiel de distraire la reine Ranavalona III par ses tours de magie, et l'intention plus ambitieuse d'imposer à Madagascar des relations privilégiées avec la France, alors que la diplomatie britannique tente d'y exercer son influence. Le ministre de l'Algérie et des Colonies a certainement pensé à l'aide apportée par le magicien Robert-Houdin dans la conquête de l'Algérie et projeté de renouveler l'expérience avec Cazeneuve à Madagascar. La reine est alors âgée de vingt-trois ans et elle est mariée, comme le veut la tradition, au premier ministre, qui a plus de soixante ans. Dès son arrivée, Marius Cazeneuve éblouit la reine en se jetant dans un incendie qui ravage des paillotes, pour lutter contre les flammes – c'est du moins ce qu'il raconte dans un ouvrage paru en 1896, où il se qualifie de « médecin personnel et conseiller de la reine Ranavalona III ». Quelle qu'ait pu être la réalité de ces exploits, il est certain que l'action de Marius Cazeneuve a quelques effets.
Il réalise des tours extraordinaires qui glorifient la France et ridiculisent le Royaume-Uni : on tire sur lui avec des armes anglaises qui le laissent indemne, et il montre les balles, préalablement marquées, entre ses dents. Il fait jouer la Marseillaise par un cornet à piston que personne ne tient, et lorsque le diplomate anglais réclame le God save the Queen, il n'obtient que des airs comiques, et se fait finalement couvrir de farine par l'instrument. Les méthodes pittoresques du Commandeur Cazeneuve auront pour effet l'annulation d'un important traité entre Madagascar et l'Angleterre. La séduction de Marius Cazeneuve sur la jeune reine opère bien au-delà de la diplomatie. On ne sait pas jusqu'où est allée leur intimité, mais il semble bien qu'il y ait eu entre eux un fattidrah, échange rituel des sangs, qui ne permet théoriquement qu'une pure amitié. Après l'annexion de Madagascar par le corps expéditionnaire de Gallieni, la reine Ranavalona III en exil retrouve Marius Cazeneuve l'espace d'un bref passage en France, en 1901. Elle termine ses jours en Algérie en 1917.

### Retour en France
Marius Cazeneuve poursuit sa carrière de magicien autour du monde, avec une jeune et jolie partenaire appelée Reine de Solange, qu'il dit être sa nièce.
Amateur d'art, Marius Cazeneuve laisse à sa mort une des plus importantes collections de curiosités et d'œuvres d'art qu'on ait vues à Toulouse. Dessinateur et peintre amateur lui-même, il a laissé de nombreux dessins et tableaux qui figurent au musée du Vieux Toulouse. La maison du Commandeur, existe encore à Toulouse au numéro 4 de la Grande-rue Saint-Michel. Alexandre Vialatte en parle dans une de ses chroniques. En 1960, l'amicale des magiciens de Toulouse, en présence de l'académicien Pierre Benoit, apposa une plaque sur la maison. Elle a été classée le 18 décembre 1981 Monument historique.

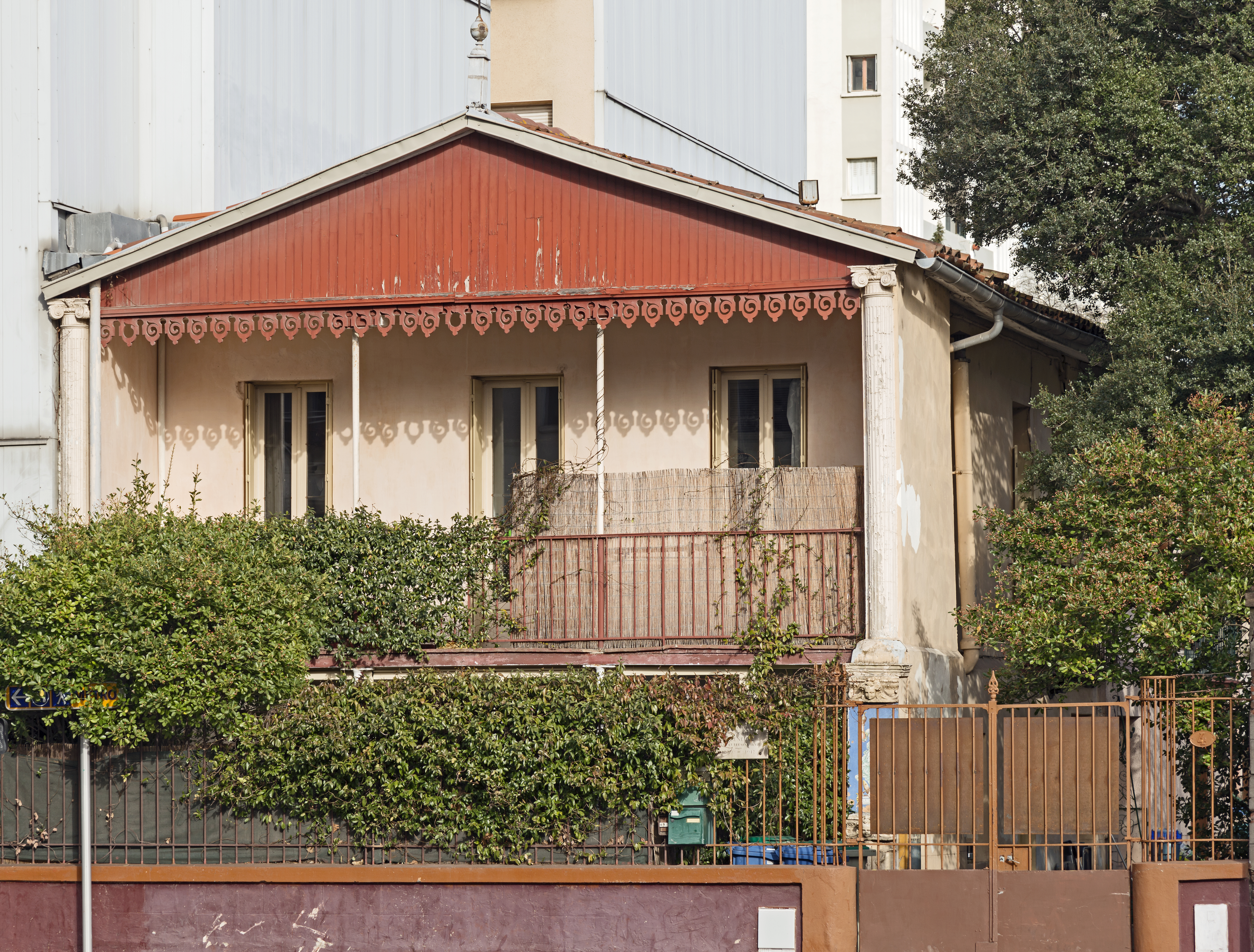
La maison du Commandeur à Toulouse
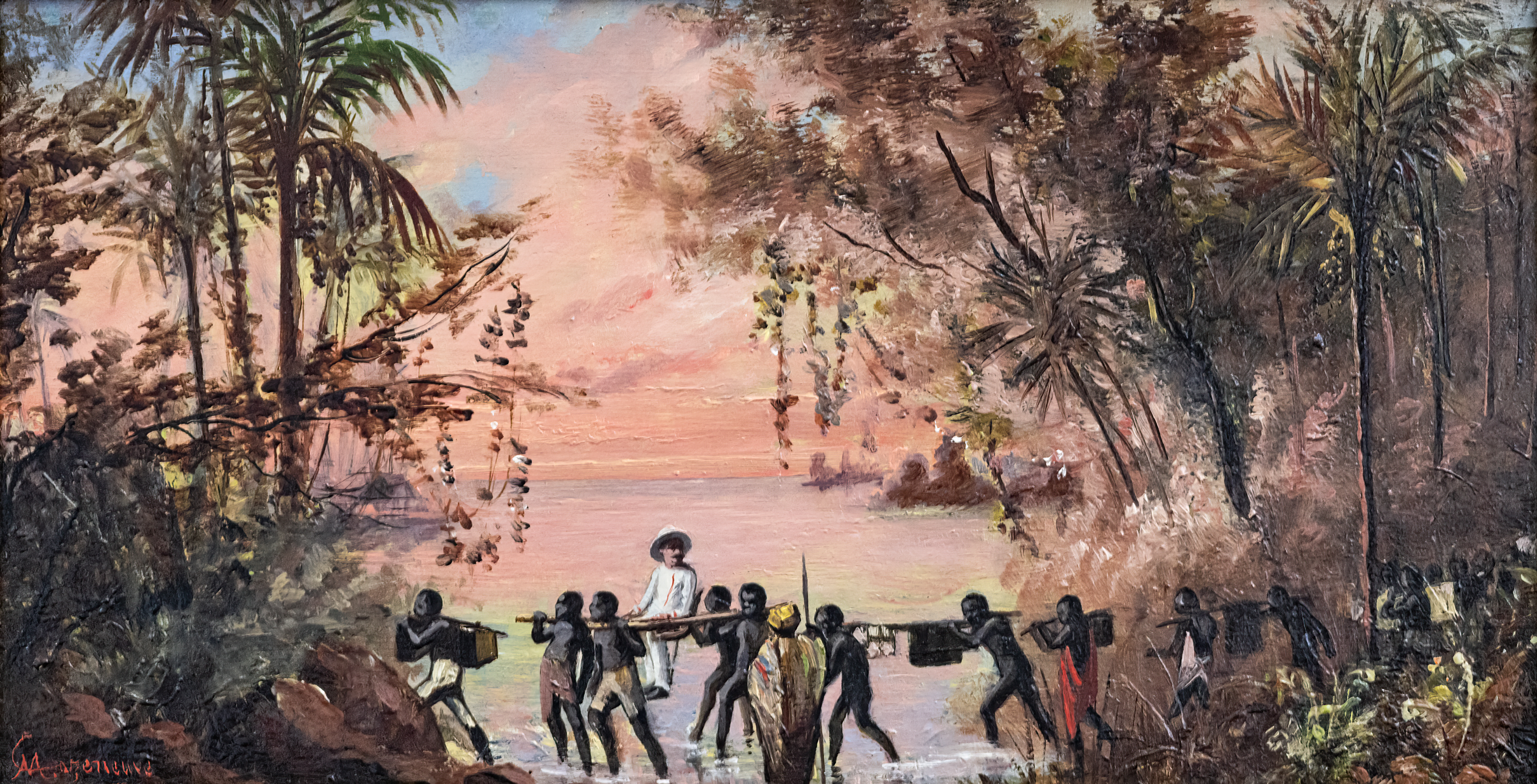
Marius Cazeneuve transporté en palanquin
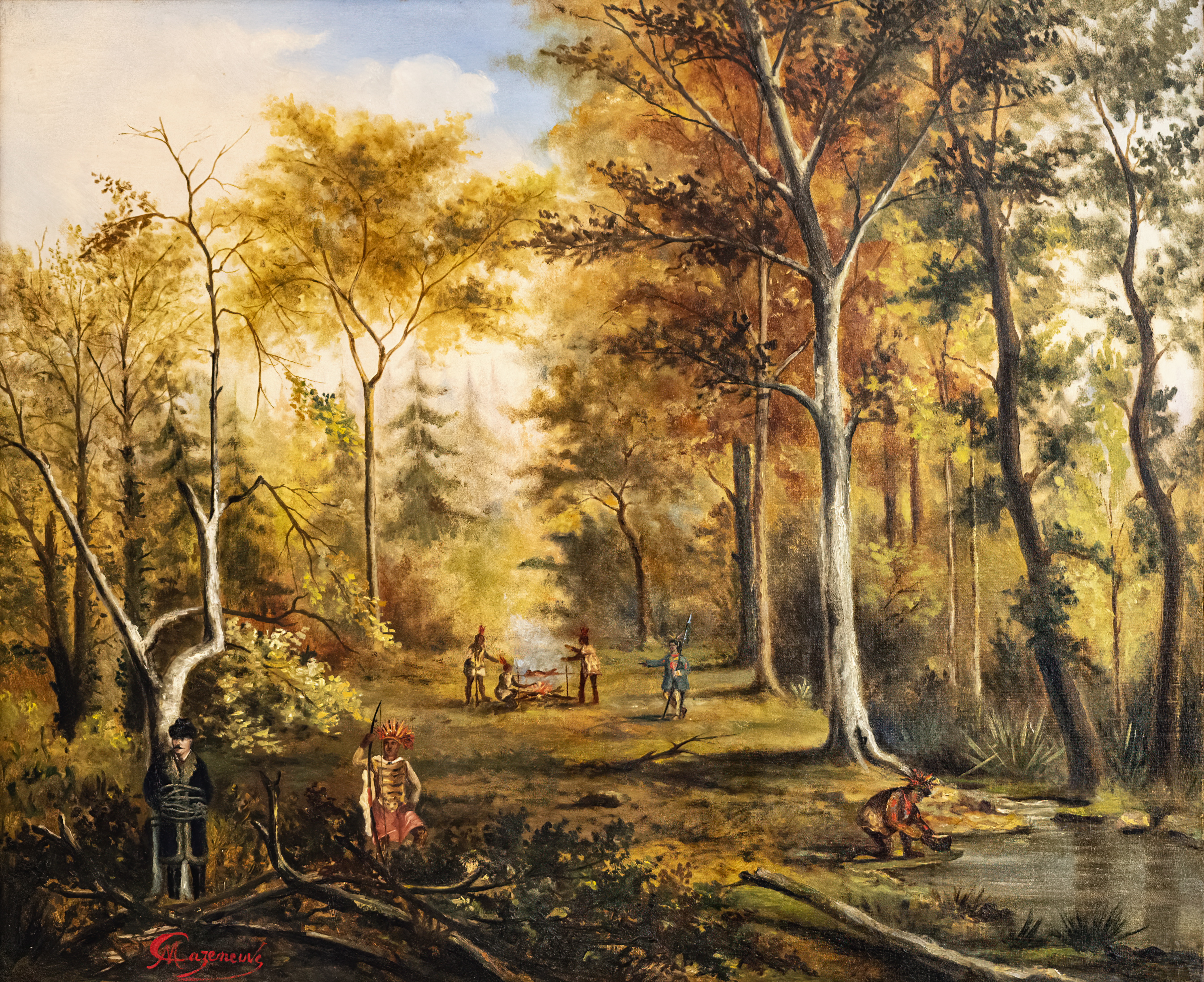
Chez les indiens d'Amérique du Nord